# Alexander Gerybadze
Alexander Gerybadze (* 28. Juni 1951 in Breslau) ist ein deutscher Wirtschaftswissenschaftler und Innovationsforscher.

## Leben und Wirken
Alexander Gerybadze studierte Wirtschaftswissenschaften und Mathematik an der Universität Heidelberg und war als wissenschaftlicher Mitarbeiter am Lehrstuhl für Wirtschaftstheorie (Malte M. Faber) am Alfred-Weber-Institut der Universität Heidelberg tätig. Im Rahmen seiner Dissertation beschäftigte er sich mit der Dynamik von industriellen Innovationsprozessen und wurde 1980 mit einer Arbeit über „Evolutorische Modelle der Entwicklung und Verbreitung neuer Technologien in Wettbewerbssystemen“ in Heidelberg promoviert.
Im Rahmen eines DAAD-Stipendiums studierte er von 1979 bis 1980 an der Stanford University in Kalifornien. In empirischen Studien zu Innovationsprozessen lernte er dort das dynamische Milieu des Silicon Valley kennen, wo zu diesem Zeitpunkt die frühe Formation der Mikroelektronik- und Computerindustrie, aber auch der Biotechnologie zu beobachten war. Die Herausforderung bestand darin, die weitere Verbreitung und Durchsetzung dieser radikalen Innovationen im deutschen und europäischen Kontext zu verfolgen und zu unterstützen.
Nach Abschluss seiner Promotion wechselte Gerybadze 1981 zu dem 1975 neu gegründeten VDI Technologiezentrum, einer Innovationsagentur des VDI, die damals im Auftrag des Bundesministeriums für Forschung und Technologie unter anderem die Anwendung und Verbreitung der Mikroelektronik in Deutschland zum Ziel hatte. Er leitete dort die Analyseabteilung und führte zahlreiche Untersuchungen zur internationalen Wettbewerbsfähigkeit im Bereich der Mikroelektronik und Informationstechnik durch, so z. B. im Rahmen des europäischen Verbundprojekts „Eurotronics“.
1984 wechselte Gerybadze als Strategieberater zu Arthur D. Little International, seit 1986 als Mitglied der Geschäftsleitung für Deutschland, Österreich und die Schweiz. Als Mitglied des europäischen Direktoriums von Arthur D. Little und Leiter des Geschäftsbereichs Technologie- und Innovationsmanagement führte er zahlreiche Projekte für Mandanten in mehreren europäischen Ländern ebenso wie auch in den USA durch.
Die Erfahrungen zu komplexen Technologieprojekten veranlassten Gerybadze zur konzeptionellen Weiterentwicklung von Methoden des Technologie- und Innovationsmanagements für Multi-Akteurs-Strukturen. Er verfasste eine Habilitationsschrift zum Thema „Multilateral Investment and Finance“ und entwickelte ein neuartiges Modell zur Strukturierung von strategischen Allianzen und Netzwerken. Mit dieser Arbeit wurde er 1991 an der Universität Heidelberg für das Fach Betriebswirtschaftslehre habilitiert. Anschließend erfolgte eine Gastprofessur an der ETH Zürich und die Ernennung zum Ordinarius für Betriebswirtschaft mit Schwerpunkt Technologiemanagement an der Universität St. Gallen. Er war Koordinator des Studiengangs „Informations- und Technologiemanagement“ und leitete das Forschungsprogramm „Research and Innovation in Transnational Corporations“.
Mit seinem Wechsel an die Universität Hohenheim in Stuttgart widmete sich Gerybadze verstärkt dem Thema „Globalisierung von Forschung und Innovation“. Die Forschungsstelle Internationales Management und Innovation führte in enger Zusammenarbeit mit 50 weltweit tätigen Unternehmen Untersuchungen zur weltweiten Verteilung von F&E-Zentren (Forschung & Entwicklung) durch („INTERIS-Studie“). Als Ordinarius für Betriebswirtschaftslehre mit Schwerpunkt Internationales Management war er zudem Koordinator für den Masterstudiengang „International Business and Economics“.
Die Forschungs- und Beratungstätigkeit Gerybadze war stets auf das dynamische Wechselspiel zwischen unternehmerischen Innovationsentscheidungen und nationaler Innovationspolitik ausgerichtet. 2009 erfolgte seine Berufung als Mitglied der Expertenkommission Forschung und Innovation (EFI), die die Bundesregierung zu strategischen Fragen der Forschung und Innovationspolitik berät. Hier betreute er zahlreiche Studien zur technologischen Leistungsfähigkeit der Bundesrepublik Deutschland und erarbeitete Empfehlungen zur Weiterentwicklung spezifischer Spitzentechnologien.
Zwischen 2012 und 2016 war Gerybadze maßgeblich am Aufbau der Deutsch-Chinesischen Innovationsplattform beteiligt und leitete die deutsche Expertengruppe der Sino-German Innovation Platform (SGIP). Zwischen 2015 und 2019 leitete er den Wissenschaftlichen Beirat zur Wissenschafts- und F&E-Statistik im Stifterverband für die Deutsche Wissenschaft. Seine laufenden Forschungsprojekte beschäftigen sich mit Innovations-Biografien zur Elektromobilität, Batterietechnik und weiteren Fallstudien aus dem Bereich von „Green Innovation“.

## Mitgliedschaften
- 2004: Honorary Research Fellow, Manchester University

## Hauptforschungsgebiete
Die Hauptforschungsgebiete Gerybadzes liegen in den Bereichen Innovations- und Wissensmanagement in multinationalen Unternehmen, Organisation standortverteilter Arbeit, Management globaler Teams, Management von Kooperationen und Netzwerken sowie Forschungs- und Innovationspolitik. Schwerpunkte in der Lehre bilden die Themen Vertiefung Internationales Management, Innovationsmanagement und Management von Dienstleistungsunternehmen.

## Werke
- Strategic Alliances and Process Redesign. Gruyter Studies in Organization, Band 59, Berlin-New-York 1995.
- Knowledge Management, Cognitive Coherence and Equivocality in Distributed Innovation Processes in MNC. Management International Review, Band 44, 2004, S. 103–128.
- mit Guido Reger: Globalisation of R&D. Research Policy, Band 28, 1999, S. 251–274.
- Technologie- und Innovationsmanagement. München 2004.